# A vakond (film)
Az A vakond (El Topo) egy mexikói allegorikus kultuszfilm melyet 1970-ben mutattak be. A filmet Alejandro Jodorowsky írta, rendezte, a főszerepet játssza, valamint ő írta a film zenéjét és tervezte a jelmezt és a díszleteket. A film, bár műfajilag a westernhez áll a legközelebb, különös karaktereket és történeteket ábrázol: számos torzszülött, csonka és törpe embert szerepeltet, nagy adag keresztény szimbólumot, és a keleti filozófia sok elemét is felhasználja.
„If you are great, El Topo is a great picture. If you are limited, El Topo is limited.” („Ha nagy vagy, »A vakond« nagy film. Ha korlátolt vagy, »A vakond« korlátolt.”) – Alejandro Jodorowsky

## Cselekménye
|  | Alább a cselekmény részletei következnek! |

A film két fő részre szakad. Az első egy sivatagban zajlik, ahol El Topónak az asszonya kérésére meg kell küzdenie a Négy Mesterlövésszel (másképpen a Négy Mesterrel), akik sorban átadnak neki egy-egy tanítást, mielőtt meghalnának. Máskülönben El Topo nem is tudná legyőzni őket, csak úgy sikerül, hogy kihasználja, hogy ismeri a taktikájukat. „A túlzott tökéletesség hiba” – mondja, miután legyőzte a harmadikat. Az első rész azzal zárul, hogy a nő lelövi őt, és magára hagyja; a testét pedig néhányan elvonszolják.
A második fele azzal a képpel nyit, hogy El Topo mozdulatlanul ül lótuszülésben. Ez már évek óta így lehet, mert a nő, aki „gyerekkora óta gondozza őt” még „meg sem született, amikor ő megérkezett” a barlangba, ahová a barlang torzszülött lakói hozták. Hogy megmentsék őt. Hogy megmentse őket. Ők a felső világ, a  szabadban lévő nagyváros lakóinak számkivetettjei, az ott „régóta zajló vérfertőzések miatt lettek deformáltak”.
|  | Itt a vége a cselekmény részletezésének! |

## Szereplők
- El Topo – Alejandro Jodorowsky
- El Topo fia – Brontis Jodorowsky
- haldokló ember – José Legarreta

## Fogadtatás
A Fando y Lis bemutatójából tanulva (az autót, amivel az acapulcói fesztiválon a lincselés elől elmenekült, kövekkel dobálták meg), az El Topót meg sem kísérelte Mexikóban bemutatni. A kész filmmel New Yorkba ment, ahol az Elgin Theatre-ben több mint egy évig vetítették péntek és szombat éjjelenként, mint „midnight movie” (»éjféli mozi«). A film nagy hatással volt a kortárs művészek közül John Lennonra, Yoko Onóra, Dennis Hopperre és Andy Warholra. Az »éjféli mozik« között olyan filmek követték, mint az Élőhalottak éjszakája, a The Harder They Come, a Rózsaszín flamingó, a Rocky Horror Picture Show és a Radírfej. Ezekről 2005-ben dokumentumfilmet forgattak Éjféli moziláz (Midnight Movies: From the Margin to the Mainstream) címmel.
John Lennon tanácsolta a Beatles és a Rolling Stones akkori menedzserének, Allen Kleinnek, hogy vegye meg a film jogait és finanszírozza Jodorowsky következő filmjét, amely 1973-ban, The Holy Mountain (A szent hegy) címmel készült el.

## Díjak
- Ariel-díj (1972)
  - díj: Ezüst Ariel (legjobb operatőr) – Rafael Corkidi
- Avoriaz-i Fantasztikus Filmek Fesztiválja (1974)
  - díj: a zsűri különdíja – Alejandro Jodorowsky

## Folytatás
Jodorowsky a '90-es évek eleje óta tervezi a film folytatását. Az eredeti munkacím „The Sons of El Topo” (»El Topo fiai«) volt, de ezt az Allen Kleinnel folyó per miatt meg kellett változtatni. A jelenlegi címváltozat AbelCain. Ha a hírek igazak Káin szerepét Marilyn Manson alakítja majd a nukleáris apokalipszis után játszódó filmben. Előzetes hírek szerint az alkotás 2007-ben kerül a mozikba.